# كشاف الملفات (برمجية)
كشاف الملفات هو محلل استخدام القرص ‏ حُرٌّ ومفتوح المصدر ومُتعدِّد المنصات، يُستخدم لعرض معلومات حول استخدام القرص بواجهة مُستخدم رسوميَّة. وهو جُزء من حُزمة تطبيقات كدي.
تتكون واجهة التطبيق مِن مخططات دائريَّة متحدة المركز التي تُمَثِّل الأدلة المُختلفة داخل القسم أو الدليل المطلوب، إضافةً إلى مقدار المساحة المُستخدمة، يؤدي التمرير بالمؤشِّر فوق أي مقطع إلى إظهار الدَّليل الذي يمثله وحجمه ومعلومات أخرى عنه، كما أنَّ النقر فوق أي جُزء يُظهر معلوماتٍ أكثر مع إظهار العناصر الفرعية الخاصة به بمزيدٍ من التفاصيل.

## وصلات خارجيَّة
- الموقع الرسمي
- كشاف الملفات على موقع Open Hub (الإنجليزية)
- كشاف الملفات على موقع Free Software Directory (الإنجليزية)
- (بالعربية) "كشاف الملفات". كدي. مؤرشف من الأصل في 2022-04-13.